# Tong Wen
Tong Wen (chiń. 佟文; pinyin Tóng Wén; ur. 1 lutego 1983) – chińska zawodniczka w judo startująca w kategorii powyżej 78 kg, mistrzyni i brązowa medalistka olimpijska oraz sześciokrotnie złota medalistka mistrzostw świata.
Największym dotychczasowym jej sukcesem jest złoty medal olimpijski. Startując 15 sierpnia 2008 w Pekinie w kategorii powyżej 78 kg pokonała w finale Japonkę Maki Tsukadę. Cztery lata później, w Londynie zdobyła brązowy medal.
W maju 2010  została przyłapana na stosowaniu klenbuterolu podczas mistrzostw świata w Rotterdamie w 2009 roku, na których zwyciężyła w kategorii powyżej 78 kilogramów. Międzynarodowa Federacja Judo odebrała jej zdobyty medal oraz zdyskwalifikowała ją na 2 lata, jednak w lutym 2011 Trybunał Arbitrażowy ds. Sportu oczyścił ją z zarzutów i przywrócił złoty medal mistrzostw świata.
Jest dwukrotną mistrzynią igrzysk azjatyckich (2002, 2006) i mistrzynią Azji (2000).

## Osiągnięcia
| Nazwa zawodów        | Miejsce        | Rok  | Kategoria | Miejsce |
| -------------------- | -------------- | ---- | --------- | ------- |
| Mistrzostwa świata   | Monachium      | 2001 | open      |         |
| Mistrzostwa świata   | Osaka          | 2003 | open      |         |
| Mistrzostwa świata   | Kair           | 2005 | +78 kg    |         |
| Mistrzostwa świata   | Rio de Janeiro | 2007 | +78 kg    |         |
| Igrzyska olimpijskie | Pekin          | 2008 | +78 kg    |         |
| Mistrzostwa świata   | Rotterdam      | 2009 | +78 kg    |         |
| Mistrzostwa świata   | Paryż          | 2011 | +78 kg    |         |
| Igrzyska olimpijskie | Londyn         | 2012 | +78 kg    |         |